# Jehan Alain
Jehan Ariste Alain (ur. 3 lutego 1911 w Saint-Germain-en-Laye, zm. 20 czerwca 1940 w Saumur) – francuski kompozytor i organista.

## Życiorys
Alain urodził się na zachodnich przedmieściach Paryża, w rodzinie o muzycznych tradycjach. Jego ojciec, Albert Alain (1880–1971), był organistą, kompozytorem, a także budowniczym organów, który studiował u Alexandre’a Guilmant’a oraz Louisa Vierne’a. Młodszy brat Jehana, Olivier Alain (1918–1994), również był organistą, pianistą i kompozytorem. Muzykiem – organistą była też młodsza siostra Jehana – Marie-Claire Alain (1926–2013). Podstawy gry na fortepianie Jehan otrzymał od Augustina Piersona, organisty w katedrze Saint-Louis w Wersalu, zaś gry na organach początkowo uczył go ojciec, który własnoręcznie zbudował czteromanuałowy instrument w rodzinnym salonie. W wieku 11 lat Jehan przejął stanowisko organisty w kościele w Saint-Germain-en-Laye po swoim ojcu.
W latach 1927–1939 uczęszczał do Konserwatorium Muzycznego w Paryżu, gdzie uzyskał pierwszą nagrodę z harmonii u André Blocha, a także pierwszą nagrodę z kontrapunktu i fugi u Georges’a Caussade’a. Organy studiował u Marcela Dupré, pod którego kierunkiem w 1939 r. zajął pierwsze miejsce na konkursie organowym wraz z improwizacją. Podczas studiów z kompozycji u Paula Dukasa i Jeana Rogera-Ducasse’a w 1936 r. za swój utwór na organy Suite pour orgue Op. 48: Introduction, variations, Scherzo et Choral uzyskał nagrodę Prix des amis de l'orgue. W 1935 r. został mianowany organistą w kościele Saint-Nicholas de Maisons Laffitte w Paryżu, gdzie pracował przez cztery lata. Regularnie grywał też na organach w synagodze przy ulicy Rue Notre-Dame-de-Nazareth.
Jego krótka kariera kompozytorska rozpoczęła się w 1929 roku i trwała równo przez dziesięć lat aż do wybuchu II wojny światowej. Główny trzon stanowiły utwory organowe. W swojej twórczości inspirował się m.in. językiem muzycznym Claude’a Debussy’ego, a także współczesnym mu Olivierem Messiaenem (zobacz Le jardin suspendu, 1934). Po Międzynarodowej Wystawie Kolonialnej w 1931 r.inspiracje zaczął czerpać również z muzyki, tańca i filozofii Dalekiego Wschodu (widoczne szczególnie w kompozycjach: Deux danses à Agni Yavishta, 1932 i Deuxième fantaisie, 1936). Wpływy muzyki renesansowej i barokowej widoczne są w Variations sur un thème de Clément Janequin, 1937, zaś wpływ muzyki jazzowej w utworze Trois danses z 1939 roku.
Tworzył też muzykę chóralną: msze, w tym Requiem, muzykę kameralną oraz muzykę fortepianową, lecz najbardziej znany jest ze swojej twórczości organowej, spośród której najbardziej znany utwór to Litanies z 1937 r. Dzieło to poprzedza tekst: Quand l’âme chrétienne ne trouve plus de mots nouveaux dans la détresse pour implorer la miséricorde de Dieu, elle répète sans cesse la même invocation avec une foi véhémente. La raison atteint sa limite. Seule la foi poursuit son ascension. (Kiedy w swej niedoli dusza chrześcijańska nie może znaleźć więcej słów aby wyrazić Boże Miłosierdzie, powtarza wówczas w nieskończoność tę samą litanię...). Motyw żałoby: drugi z tańców w cyklu Trois danses jest dedykowany Odile jako Taniec pogrzebowy heroicznej pamięci.
Zainteresowaniem Alaina była mechanika, był on wprawnym motocyklistą, a w trakcie II wojny światowej służył w Ósmej Dywizji Zmechanizowanej armii francuskiej jako kurier-motocyklista. Zginął tragicznie 20 czerwca 1940 roku podczas akcji zbrojnej w Saumur (zabijając przed śmiercią 16 żołnierzy niemieckich), za co został pośmiertnie odznaczony. Zostawił swoją żonę Madeleine Payan, którą poślubił w 1935 roku, a także trójkę dzieci.
Maurice Duruflé złożył muzyczny hołd Alainowi swoją kompozycją organową Prélude et fugue sur le nom d'A.L.A.I.N op. 7.

## Twórczość
JA oznacza Jehan Alain.
1929 – 4 opusy:
- JA 021 – Togo, na fortepian (czerwiec 1929)
- JA 007 bis – Berceuse sur deux notes qui cornent, na organy (sierpień 1929)
- JA 003 – Etude sur un thème de quatre notes, na fortepian (listopad 1929)
- JA 008 – Chanson triste, na fortepian (1929)

1930 – 14 opusów:
- JA 009 – Ballade en mode phrygien, na organy lub fortepian (styczeń 1930)
- JA 002 – Thème et cinq variations, na fortepian (luty 1930)
- JA 014 – Lamento, na organy (luty 1930)
- JA 001 – Quarante variations, na fortepian (kwiecień 1930)
- JA 017 – Des nuages gris, na dwa fortepiany (czerwiec 1930)
- JA 004 – Ecce ancilla Domini, na fortepian (sierpień 1930)
- JA 029 – Postlude pour l'Office de Complies, na organy (sierpień 1930)
- JA 130 – Adagio, na fortepian (12 sierpnia 1930)
- JA 005 – Seigneur, donne-nous la paix éternelle (Choral), na fortepian (październik 1930)
- JA 007 – Etude de sonorité sur une double pédale, na fortepian (październik 1930)
- JA 010 – Etude sur les doubles notes, na fortepian (październik 1930)
- JA 020 – Pour le défrichage, na fortepian (grudzień 1930)
- JA 131 – Variations sur un thème donné de Rimsky-Korsakov, na cztery głosy (grudzień 1930)
- JA 131A – Variations sur un chant donné de Rimsky-Korsakov, na organy (grudzień 1930)
- JA 131B – Variations sur un thème donné de Rimsky-Korsakov, na kwartet smyczkowy (grudzień 1930)
- JA 129 – Lettre à son amie Lola pour la consoler d'avoir attrapé la grippe, na fortepian (1930)

1931 – 12 opusów:
- JA 012 – Petite rhapsodie, na fortepian (luty 1931)
- JA 016 – Mélodie-sandwich, na fortepian (23 lutego 1931)
- JA 006 – Verset-Choral, na organy lub fortepian (marzec 1931)
- JA 011 – Lumière qui tombe d'un vasistas, na fortepian (kwiecień 1931)
- JA 015 – Histoire sur un tapis, entre des murs blancs, na fortepian (maj 1931)
- JA 018 – Canons à sept, na dwa fortepiany (maj 1931)
- JA 013 – Heureusement, la bonne fée sa marraine..., na fortepian (10 sierpnia 1931)
- JA 019 – Nocturne, soir du 22 août 31, na fortepian (22 sierpnia 1931)
- JA 022 – En dévissant mes chaussettes, na fortepian (wrzesień 1931)
- JA 023 – 26 septembre 1931, na fortepian (26 września 1931)
- JA 024 – Dans le rêve laissé par la Ballade des pendus de François Villon, na fortepian (4 października 1931)
- JA 143 – Pièces d'après François Campion, na organy (1931)

1932 – 14 opusów:
- JA 025 – Choral et variations – Mythologies japonaises, na fortepian (1932)
- JA 027 – Variations sur Lucis Creator, na organy (styczeń 1932)
- JA 028 – Fugue en mode de fa, na organy lub fortepian (1932)
- JA 035 – O quam suavis est, na baryton (1932)
- JA 036 – Le rosier de Mme Husson, na fortepian (marzec 1932)
- JA 037 – Chant donné, na organy lub fortepian (1932)
- JA 061 – Canon, na fortepian lub fisharmonię (1932)
- JA 079 – Climat, na organy (marzec 1932)
- JA 030 – Trois minutes : Un cercle d'argent, na fortepian lub organy (1932)
- JA 031 – Trois minutes : Romance, na fortepian lub organy (1932)
- JA 032 – Trois minutes : Grave, na fortepian lub organy (sierpień 1932)
- JA 034 – Cantique en mode phrygien, na czterogłosowy chór mieszany (wrzesień 1932)
- JA 077 – Première danse à Agni Yavishta, na organy (13 października 1932)
- JA 078 – Deuxième danse à Agni Yavishta, na organy (13 października 1932)
- JA 033 – Petite pièce, na organy (grudzień 1932)
- JA 038 – Complainte à la mode ancienne, na organy (1932)
- JA 132 – Chant nuptial, na baryton i organy (1932)
- JA 132A – Chant nuptial, na baryton, bas, wiolonczelę i organy (1932)

1933 – 6 opusów:
- JA 026 – Variations chorales sur Sacris solemniis, na pięciogłosowy chór mieszany i organy (styczeń 1933)
- JA 064 – Premier Prélude profane (Wieder an), na organy lub fortepian (luty 1933)
- JA 064A – Adagio en quintette, na kwintet smyczkowy (1933)
- JA 065 – Deuxième Prélude profane (Und jetzt), na organy lub fortepian (6 marca 1933)
- JA 039 – Chanson à bouche fermée, na czterogłosowy chór mieszany (1933)
- JA 133 – Fugue sur un sujet de Henri Rabaud, na cztery głosy (1933)
- JA 133A – Fugue sur un sujet de Henri Rabaud, na organy (1933)
- JA 133B – Fugue sur un sujet de Henri Rabaud, na kwartet smyczkowy (1933)
- JA 072 – Première Fantaisie, na organy (1933)
- JA 80A – Prélude, na kwintet smyczkowy (1933)

1934 – 5 opusów:
- JA 134 – Choral cistercien pour une Élévation, na organy (kwiecień 1934)
- JA 066 – Intermezzo, na dwa fortepiany i fagot (czerwiec 1934)
- JA 066 bis – Intermezzo, na organy (marzec 1935)
- JA 074 – Trois mouvements : Allegretto con grazia, na flet i fortepian (sierpień 1934)
- JA 074A – Intermède, na wiolonczelę i fortepian (sierpień 1934)
- JA 074B – Trois mouvements, na flet, fortepian i skrzypce (1934)
- JA 073 – Trois mouvements : Andante, na flet i fortepian (styczeń 1935)
- JA 073A – Trois mouvements : Allegro vivace, na flet i fortepian (1935)
- JA 074C – Trois mouvements, na flet i organy (1975)
- JA 071 – Le jardin suspendu, na organy (październik 1934)
- JA 069 – Suite pour orgue : Introduction et variations, na organy (1935)
- JA 069A – Andante con variazioni, na kwintet smyczkowy (1934)
- JA 070 – Suite pour orgue : Scherzo, na organy (1935)
- JA 070A – Scherzo, na kwintet smyczkowy (1934)
- JA 082 – Suite pour orgue: Choral, na organy (1935)

1935 – 13 opusów:
- JA 081 – Andante, na fortepian (styczeń 1935)
- JA 081 bis – Largo assai, ma molto rubato, na wiolonczelę i fortepian (1935)
- JA 047 – Fantaisie pour chour à bouche fermée, na trzy głosy mieszane (9 sierpnia 1935)
- JA 057 – Fugue, na organy (1935)
- JA 057A – Fugue, na fortepian (1935)
- JA 058 – Laisse les nuages blancs, na sopran lub tenor (1935)
- JA 060 – Foire, na głos solowy i fortepian (1935)
- JA 062 – De Jules Lemaître, na organy lub fortepian (1935)
- JA 063 – Fantasmagorie, na organy lub fortepian (1935)
- JA 067 – Choral dorien, na organy (1935)
- JA 068 – Choral phrygien, na organy (1935)
- JA 075 – Prélude, na organy (1935)
- JA 076 – Nocturne, na fortepian (1935)
- JA 080 – Suite monodique : Animato, na fortepian (1935)
- JA 089 – Suite monodique : Adagio, molto rubato, na fortepian (1935)
- JA 89 bis – Andante, na organy (1935)
- JA 116 – Suite monodique : Vivace, na fortepian (1935)
- JA 116A – Vivace, na harfę
- JA 087 – Prélude, na fortepian (1935)
- JA 087A – Prélude et fugue, na fortepian (1935)

1936 – 4 opusy:
- JA 086 – Berceuse, na fortepian (17 kwietnia 1936)
- JA 088 – Chanson tirée du "chat-qui-s'en-va-tout-seul, na sopran (1936)
- JA 091 – Tarass Boulba, na fortepian (październik 1936)
- JA 117 – Deuxième Fantaisie, na organy (1936)

1937 – 13 opusów:
- JA 119 – Litanies, na organy (sierpień 1937)
- JA 119A – Litanies, na dwa fortepiany, transkrypcja Olivier Alain
- JA 084 – Quand Marion..., na fortepian (1937)
- JA 085 – Nous n'irons plus au bois..., na fortepian (1937)
- JA 090 – Complainte de Jean Renaud, na cztery głosy mieszane (1937)
- JA 092 – Final pour une sonatine facile, na fortepian (1937)
- JA 093 – Suite facile : Barcarolle, na fortepian (1937)
- JA 094 – Invention à trois voix, na flet, obój i klarnet (1937)
- JA 094A – Invention à trois voix, na flet i organy (1937)
- JA 095 – Vocalise dorienne, na sopran i organy (marzec 1937)
- JA 095A – Vocalise dorienne – Ave Maria, na sopran i organy (1937)
- JA 098 – O salutaris, a cappella, na dwa głosy równe (1937)
- JA 099 – Idée pour improviser sur le Christe eleison, na fortepian (1937)
- JA 100 – Idée pour improviser sur le deuxième Amen, na fortepian (1937)
- JA 118 – Variations sur un thème de Clément Janequin, na organy (1937)
- JA 120 – Trois danses : Joies, Deuils, Luttes, na orkiestrę (1937)
- JA 120D – Sarabande, na organy, kwintet smyczkowy i kotły (1938)
- JA 120 bis – Danse funèbre pour honorer une mémoire héroïque, na organy (1938)
- JA 120A – Trois danses : Joies, Deuils, Luttes, na organy (1940)
- JA 120C – Trois danses : Joies, Deuils, Luttes, na dwa fortepiany (1944)
- JA 120B – Trois danses : Joies, Deuils, Luttes, na orkiestrę (1945)

1938 – 21 opusów:
- JA 122 – Tantum ergo, na dwa głosy nierówne (sic) i organy (18 stycznia 1938)
- JA 136 – Messe modale en septuor, na sopran, alt, flet, kwartet smyczkowy lub organy (6 sierpnia 1938)
- JA 135 – Monodie, na organy lub fortepian (8 września 1938)
- JA 135A – Monodie, na flet (1938)
- JA 138 – Aria, na organy (listopad 1938)
- JA 138A – Aria, na flet i organy (1938)
- JA 083 – O salutaris, dit de Dugay, na cztery głosy mieszane (1938)
- JA 096 – Faux-Bourdon pour le Laudate du VIème ton, na trzy głosy równe (1938)
- JA 097 – Le petit Jésus s'en va-t-à l'école, na fortepian (1938)
- JA 101 – Noël nouvelet, na trzy głosy mieszane (1938)
- JA 101 A – Noël nouvelet, na organy
- JA 112 – Que j'aime ce divin Enfant, na trzy głosy mieszane (1938)
- JA 112A – Que j'aime ce divin Enfant, na dwa głosy równe i organy (1938)
- JA 113 – D'où vient qu'en cette nuitée..., na dwa głosy równe i organy (1938)
- JA 113A – D'où vient qu'en cette nuitée..., na cztery głosy mieszane (1990)
- JA 114 – Le Père Noël passera-t-il ?, na jeden głos solowy (1938)
- JA 115 – Transcription du Récit de Nazard de Clérambault, na flet i organy (1938)
- JA 121 – Marche de Saint Nicolas, na dwie trąbki, bęben i organy (1938)
- JA 121A – Marche des Horaces et des Curiaces, na dwie trąbki, bęben i organy (1938)
- JA 124 – Messe grégorienne de mariage, na jeden głos solowy i kwartet smyczkowy (1938)
- JA 125 – Messe de Requiem, na cztery głosy mieszane (1938)
- JA 126 – Fragment de la cantate de J.S. Bach Erschallet, ihr Lieder, na dwie trąbki i organy (1938)
- JA 127 – Allegro du Concerto en sol majeur (sic) de Händel, na dwie trąbki i organy (1938)
- JA 128 – Concerto en si bémol majeur de Händel, na dwie trąbki i organy (1938)
- JA 137 – Prière pour nous autres charnels, na tenor, bas i organy (1938)
- JA 137 A – Prière pour nous autres charnels, na orkiestrę (orkiestracji dokonał Henri Dutilleux w 1946 r.)
- JA 139 – L'année liturgique israëlite, na organy (1938)
- JA 140 – Tantum ergo, na sopran, baryton i organy (1938)

1939 – 3 opusy:
- JA 123 – Tu es Petrus, na trzy głosy mieszane (1939)
- JA 141 – Salve, virilis pectoris, na sopran, tenor i organy (1939)
- JA 142 – O salutaris, na sopran i organy (1939)

Bez roku powstania – 17 opusów:
- JA 040 – Une scie, na fortepian
- JA 041 – Il pleuvra toute la journée, na fortepian
- JA 042 – Sur le mode ré, mi, fa..., na fortepian
- JA 043 – Adagio, na wiolonczelę i fortepian
- JA 044 – Amen, na fortepian
- JA 045 – Un très vieux motif, na fortepian
- JA 046 – Post-scriptum, na dwa fortepiany
- JA 048 – Théorie, na fortepian
- JA 049 – Le gai liseron, na fortepian
- JA 050 – Sonata, na fortepian
- JA 051 – Mephisto, na fortepian
- JA 052 – La peste, na fortepian
- JA 053 – Exposition
- JA 054 – Sujet
- JA 055 – Comme quoi les projets les plus belliqueux..., na fortepian
- JA 056 – Le bon Roi Dagobert, na fortepian
- JA 059 – Histoire d'un homme qui jouait de la trompette dans la forêt vierge, na fortepian